# 向智
向智長老（1901年7月21日—1994年10月19日，又譯向智上座），又稱向智大長老（又譯向智尊者），俗名西格蒙德·芬尼格（德語：Siegmund Feniger），生於德意志帝國黑森州哈瑙，為上座部佛教僧侶，在斯里蘭卡創建佛教出版社（Buddhist Publication Society）。

## 生平
1901年生於德國法蘭克福近郊的漢諾鎮，出身猶太人家庭。1936年移民至斯里蘭卡，從奈那地羅卡長老（Nyanatiloka Thera）出家。出家後，致力於學習巴利文經典，並開始將巴利文經典翻譯成英文與德文出版。

## 出版書籍
- 法見The Vision of Dhamma（页面存档备份，存于） ISBN 978-957-8397-44-6